# Copa do Mundo de Futebol Feminino Sub-19 de 2002
A Copa do Mundo de Futebol Feminino Sub-19 de 2002 foi a primeira edição do evento organizado pela FIFA e realizou-se no Canadá. Iniciou-se em 17 de Agosto e terminou a 1 de Setembro de 2002. Doze equipes, representando as seis confederações internacionais de futebol participaram após passar por seus respectivos torneios classificativos, a excepção do Canadá que obteve a vaga directamente por ser o país-sede.
Originalmente a FIFA chamou o torneio de "Campeonato mundial de Futebol Feminino Sub-19 de 2002", onde o limite de idade entre as jogadoras era de 19 anos. Posteriormente a idade máxima foi alterada para 20 anos, permitindo a realização da Copa do Mundo de Futebol Feminino Sub-17.

## Estádios
| Cidade    | Estádio              | Capacidade |
| --------- | -------------------- | ---------- |
| Edmonton  | Estádio Commonwealth | 60.081     |
| Vancouver | Estádio Swangard     | 5.288      |
| Victoria  | Estádio Centennial   | 30.000     |

## Seleções qualificadas
| Confederação                                  | Torneio de qualificação                 | Classificado (s)                     |
| --------------------------------------------- | --------------------------------------- | ------------------------------------ |
| AFC (Ásia)                                    | Campeonato Asiático Sub-19 de 2001      | Japão Taipé Chinês                   |
| CAF (África)                                  | Campeonato Africano Sub-20 de 2002      | Nigéria                              |
| CONCACAF (América do Norte, Central e Caribe) | Campeonato da CONCACAF Sub-20 de 2002   | Estados Unidos México                |
| CONMEBOL (América do Sul)                     | Campeonato Sul-Americano Sub-20 de 2002 | Brasil                               |
| OFC (Oceania)                                 | Campeonato da Oceania Sub-20 de 2002    | Austrália                            |
| UEFA (Europa)                                 | Campeonato Europeu Sub-19 de 2001       | Alemanha Dinamarca Inglaterra França |
| País sede                                     | País sede                               | Canadá                               |

## Fase de Grupos
Todos os jogos em horário local do Canadá.

### Grupo A
| Seleção   | P | J | V | E | D | GP | GC | SG |
| --------- | - | - | - | - | - | -- | -- | -- |
| Canadá    | 9 | 3 | 3 | 0 | 0 | 9  | 2  | +7 |
| Japão     | 4 | 3 | 1 | 1 | 1 | 3  | 6  | -3 |
| Dinamarca | 3 | 3 | 1 | 0 | 2 | 5  | 6  | -1 |
| Nigéria   | 1 | 3 | 0 | 1 | 2 | 2  | 5  | -3 |

| 18 de agosto | Canadá                             | 3 – 2     | Dinamarca                            | Estádio Commonwealth, Edmonton                 |
| 16:00        | Sinclair 15' · Rowe 68' · Lang 80' | Relatório | Rasmussen 51' · Stentoft-Herping 53' | Público: 25 000 Árbitro: RUS Krystyna Szokolai |

| 18 de agosto | Nigéria     | 1 – 1     | Japão    | Estádio Commonwealth, Edmonton                     |
| 18:15        | Iwuagwu 36' | Relatório | Sudo 26' | Público: 10 000 Árbitro: GUY Dianne Ferreira-James |

| 20 de agosto | Dinamarca          | 2 – 1     | Nigéria     | Estádio Commonwealth, Edmonton            |
| 17:45        | Rasmussen 28', 47' | Relatório | Oyewusi 76' | Público: 7 000 Árbitro: BRA Sueli Tortura |

| 20 de agosto | Japão | 0 – 4     | Canadá                           | Estádio Commonwealth, Edmonton               |
| 20:00        |       | Relatório | Sinclair 9', 45' · Lang 53', 69' | Público: 15 714 Árbitro: ROU Crisina Ionescu |

| 22 de agosto | Dinamarca | 1 – 2     | Japão         | Estádio Commonwealth, Edmonton                    |
| 17:45        | Jensen 5' | Relatório | Ohno 67', 73' | Público: 6 000 Árbitro: GUY Dianne Ferreira-James |

| 22 de agosto | Nigéria | 0 – 2     | Canadá                  | Estádio Commonwealth, Edmonton                 |
| 20:00        |         | Relatório | Sinclair 25' (pen), 69' | Público: 15 803 Árbitro: RUS Krystyna Szokolai |

### Grupo B
| Seleção  | P | J | V | E | D | GP | GC | SG |
| -------- | - | - | - | - | - | -- | -- | -- |
| Brasil   | 9 | 3 | 3 | 0 | 0 | 10 | 3  | +7 |
| Alemanha | 6 | 3 | 2 | 0 | 1 | 5  | 2  | +3 |
| França   | 3 | 3 | 1 | 0 | 2 | 2  | 7  | -5 |
| México   | 0 | 3 | 0 | 0 | 3 | 5  | 9  | -5 |

| 17 de agosto | Alemanha        | 2 – 0     | França | Swangard Stadium, Burnaby                 |
| 17:00        | Mittag 39', 90' | Relatório |        | Público: 5 000 Árbitro: SWE Maria Persson |

| 17 de agosto | México                                    | 3 – 5     | Brasil                                                       | Swangard Stadium, Burnaby               |
| 19:30        | Rico 8' (pen) · Worbis 66' · Martinez 74' | Relatório | Daniela 6', 14' · Tatiana 30' · Kelly 60' · Renata Costa 65' | Público: 6 000 Árbitro: CHN Junxia Deng |

| 19 de agosto | França                | 2 – 1     | México     | Swangard Stadium, Burnaby                |
| 17:00        | Ramos 21' · Abily 39' | Relatório | Worbis 15' | Público: 4 500 Árbitro: CAN Jill Proctor |

| 19 de agosto | Brasil    | 1 – 0     | Alemanha | Swangard Stadium, Burnaby              |
| 19:30        | Kelly 60' | Relatório |          | Público: 5 537 Árbitro: USA Kari Seitz |

| 21 de agosto | França | 0–4       | Brasil                              | Swangard Stadium, Burnaby              |
| 17:00        |        | Relatório | Marta 44', 63', 73' · Cristiane 62' | Público: 3 500 Árbitro: USA Kari Seitz |

| 21 de agosto | México     | 1 – 3     | Alemanha                               | Swangard Stadium, Burnaby                 |
| 19:30        | Worbis 24' | Relatório | Mueller 33' · Brendel 61' · Mittag 86' | Público: 5 552 Árbitro: SWE Maria Persson |

### Grupo C
| Seleção        | P | J | V | E | D | GP | GC | SG  |
| -------------- | - | - | - | - | - | -- | -- | --- |
| Estados Unidos | 9 | 3 | 3 | 0 | 0 | 15 | 1  | +14 |
| Austrália      | 4 | 3 | 1 | 1 | 1 | 5  | 5  | 0   |
| Inglaterra     | 4 | 3 | 1 | 1 | 1 | 5  | 5  | 0   |
| Taipé Chinês   | 0 | 3 | 0 | 0 | 3 | 1  | 15 | -14 |

| 17 de agosto | Estados Unidos                                             | 5 – 1     | Inglaterra | Estádio Centennial, Victoria            |
| 13:00        | Tarpley 37' · Osborne 39' · O'Reilly 44' · Wilson 64', 74' | Relatório | Ward 47'   | Público: 2 500 Árbitro: JPN Mayumi Oiwa |

| 17 de agosto | Taipé Chinês | 1 – 5     | Austrália                                                 | Estádio Centennial, Victoria               |
| 15:15        | Lu 84'       | Relatório | Crawford 30', 78' · Neilson 38' · Cannuli 85' · Harch 87' | Público: 1 700 Árbitro: CZE Dagmar Damkova |

| 19 de agosto | Inglaterra                               | 4 – 0     | Taipé Chinês | Estádio Centennial, Victoria           |
| 17:00        | Maggs 20' · Hickmott 26' · Ward 47', 85' | Relatório |              | Público: 2 151 Árbitro: SEN Fatou Gaye |

| 19 de agosto | Austrália | 0 – 4     | Estados Unidos                               | Estádio Centennial, Victoria              |
| 19:15        |           | Relatório | Wilson 14', 79' · Osborne 74' · O'Reilly 81' | Público: 2 600 Árbitro: FIN Anri Hanninen |

| 21 de agosto | Inglaterra | 0 – 0     | Austrália | Estádio Centennial, Victoria            |
| 17:00        |            | Relatório |           | Público: 3 900 Árbitro: JPN Mayumi Oiwa |

| 21 de agosto | Taipé Chinês | 0 – 6     | Estados Unidos                                                              | Estádio Centennial, Victoria           |
| 19:15        |              | Relatório | Kakadelas 3' · Tarpley 10', 43' · Buehler 34' (pen) · Hanks 48' · Ebner 59' | Público: 2 800 Árbitro: SEN Fatou Gaye |

## Fase final
|  | Quartas de final         | Quartas de final        |                          |                | Semifinais     | Semifinais     |  |  | Final                    | Final |
|  |                          |                         |                          |                |                |                |  |  |                          |       |
|  | 24 de agosto – Vancouver |                         |                          |                |                |                |  |  |                          |       |
|  |                          |                         |                          |                |                |                |  |  |                          |       |
|  | Brasil (pro)             | 4                       |                          |                |                |                |  |  |                          |       |
|  | Brasil (pro)             | 4                       | 29 de agosto – Edmonton  |                |                |                |  |  |                          |       |
|  | Austrália                | 3                       |                          |                |                |                |  |  |                          |       |
|  | Austrália                | 3                       | Brasil (pen)             | 1 (3)          |                |                |  |  |                          |       |
|  | 25 de agosto – Victoria  |                         | Brasil (pen)             | 1 (3)          |                |                |  |  |                          |       |
|  |                          | Canadá                  | 1 (4)                    |                |                |                |  |  |                          |       |
|  | Estados Unidos           | Canadá                  | 1 (4)                    | 6              |                |                |  |  |                          |       |
|  | Estados Unidos           |                         | 1 de setembro – Edmonton | 6              |                |                |  |  |                          |       |
|  | Dinamarca                | 0                       |                          |                |                |                |  |  |                          |       |
|  | Dinamarca                | 0                       | Estados Unidos (pro)     | 1              |                |                |  |  |                          |       |
|  | 25 de agosto – Edmonton  |                         | Estados Unidos (pro)     | 1              |                |                |  |  |                          |       |
|  |                          | Canadá                  | 0                        |                |                |                |  |  |                          |       |
|  | Canadá                   | Canadá                  | 0                        | 6              |                |                |  |  |                          |       |
|  | Canadá                   | 29 de agosto – Edmonton |                          | 6              |                |                |  |  |                          |       |
|  | Inglaterra               | 2                       |                          |                |                |                |  |  |                          |       |
|  | Inglaterra               | 2                       | Estados Unidos           | 4              | Terceiro lugar | Terceiro lugar |  |  |                          |       |
|  | 25 de agosto – Edmonton  |                         | Estados Unidos           | 4              | Terceiro lugar | Terceiro lugar |  |  |                          |       |
|  |                          | Alemanha                | 1                        |                |                |                |  |  |                          |       |
|  | Japão                    | Alemanha                | 1                        | 1              | Brasil         | 1 (3)          |  |  |                          |       |
|  | Japão                    |                         |                          | 1              | Brasil         | 1 (3)          |  |  |                          |       |
|  | Alemanha (pro)           | 2                       |                          | Alemanha (pen) | 1 (4)          |                |  |  |                          |       |
|  | Alemanha (pro)           | 2                       |                          |                | 1 (4)          |                |  |  |                          |       |
|  |                          |                         |                          |                |                |                |  |  | 1 de setembro – Edmonton |       |
|  |                          |                         |                          |                |                |                |  |  |                          |       |

### Quartas-de-final
| 24 de agosto | Brasil                                   | 4 – 3 (pro) | Austrália                                     | Swangard Stadium, Vancouver             |
| 19:00        | Marta 4', 45' · Kelly 42' · Daniela 100' | Relatório   | Reuter 34' · Crawford 51' · Kuralay 59' (pen) | Público: 6 503 Árbitro: CHN Junxia Deng |

| 25 de agosto | Estados Unidos                                         | 6 – 0     | Dinamarca | Centennial Stadium, Victoria              |
| 19:00        | O'Reilly 11', 27' · Wilson 23', 47', 68' · Tarpley 57' | Relatório |           | Público: 4 800 Árbitro: FIN Anri Hanninen |

| 25 de agosto | Canadá                                           | 6 – 2     | Inglaterra               | Estádio Commonwealth, Edmonton                |
| 13:00        | Sinclair 5', 36', 52', 91', 93' · Thorlakson 45' | Relatório | Maggs 65' · Westwood 80' | Público: 23 595 Árbitro: ROU Cristina Ionescu |

| 25 de agosto | Japão    | 1 – 2 (pro) | Alemanha          | Estádio Commonwealth, Edmonton            |
| 15:45        | Ohno 44' | Relatório   | Bresonik 93', 94' | Público: 5 000 Árbitro: BRA Sueli Tortura |

### Semifinal
| 29 de agosto | Brasil      | 1 – 1     | Canadá     | Estádio Commonwealth, Edmonton             |
| 17:15        | Marta 45+1' | Relatório | Rustad 69' | Público: 37 194 Árbitro: FIN Anri Hanninen |

|                                   |       | Penalidades                             |  |
| Ariana Daniela Marta Daiane Kelly | 3 – 4 | Andrews Lang Sinclair Chapman Vermeulen |  |

| 29 de agosto | Estados Unidos                            | 4 – 1     | Alemanha     | Estádio Commonwealth , Edmonton                |
| 20:00        | Tarpley 28' · Wilson 30', 45' · Oakes 86' | Relatório | Bresonik 16' | Público: 10 000 Árbitro: AUS Krystyna Szolokai |

### Disputa pelo terceiro lugar
| 1 de Setembro de 2002 | Brasil        | 1 – 1     | Alemanha   | Commonwealth Stadium, Edmonton           |
| 11:00                 | Cristiane 33' | Relatório | Bachor 49' | Público: 35 000 Árbitro: JPN Mayumi Oiwa |

|                                                |       | Penalidades                             |  |
| Daniela Marta Renata Costa Daiane Renata Diniz | 3 – 4 | Sabel Odebrecht Guenther Bresonik Zietz |  |

### Final
| 1 de Setembro de 2002 | Canadá | 0 – 1 (pro) | Estados Unidos | Commonwealth Stadium, Edmonton                     |
| 14:00                 |        | Relatório   | Tarpley 109'   | Público: 47 784 Árbitro: GUY Dianne Ferreira-James |

## Premiações
| Copa do Mundo de Futebol Feminino Sub-19 de 2002 |
| Estados Unidos                                   |
| ------------------------------------------------ |
| ESTADOS UNIDOS Campeão (1º título)               |

### Individuais
| Chuteira de Ouro       | Bola de Ouro           | Fair Play |
| ---------------------- | ---------------------- | --------- |
| CAN Christine Sinclair | CAN Christine Sinclair | Japão     |

## Artilharia
| 10 golos (1) - CAN Christine Sinclair 9 golos (1) - USA Kelly Wilson 6 golos (2) - BRA Marta - USA Lindsay Tarpley 4 golos (1) - USA Heather O'Reilly 3 golos (9) - AUS Hayley Crawford - BRA Daniela - BRA Kelly - CAN Kara Lang - DEN Johanna Rasmussen - GER Linda Bresonik | 3 golos (continuação) - GER Anja Mittag - JPN Shinobu Ohno - MEX Guadalupe Worbis 2 gols (4) - BRA Cristiane - ENG Ellen Maggs - ENG Katy Ward - USA Leslie Osborne 1 golo (30) - AUS Catherine Cannuli - AUS Lana Harch - AUS Selin Kuralay - AUS Amber Neilson - AUS Karla Reuter - BRA Renata Costa - BRA Tatiana - CAN Michelle Rowe - CAN Clare Rustad | 1 golo (continuação) - CAN Katie Thorlakson - DEN Sandra Jensen - DEN Marie Stentoft-Herping - ENG Michelle Hickmott - ENG Emily Westwood - FRA Camille Abily - FRA Elodie Ramos - GER Isabell Bachor - GER Annelie Brendel - GER Barbara Mueller - JPN Akiko Sudo - MEX Lisette Martinez - MEX Michell Rico - NGA Akudo Iwuagwu - NGA Olushola Oyewusi - TPE Lu Yen-Ling - USA Rachel Buehler - USA Stephanie Ebner - USA Kerri Hanks - USA Megan Kakadelas - USA Jill Oakes |